# Oxford Dictionary of Byzantium
O Oxford Dictionary of Byzantium (frequentemente abreviado como ODB) é um dicionário histórico em três volumes publicado pela Oxford University Press, a editora da Universidade de Oxford. Contêm informações abrangentes em inglês sobre tópicos relacionados com o Império Bizantino. Foi editado pelo falecido Dr. Alexander Kazhdan, e publicado pela primeira vez em 1991. Kazhdan foi um professor da Universidade de Princeton que tornou-se um Associado Sênior de Pesquisa na Dumbarton Oaks em Washington, D.C.. Contribuiu para muitos dos artigos do dicionário sempre assinando suas iniciais A.K. no final do artigo para indicar sua contribuição.

## Descrição
O dicionário está disponível em versões impressa e re-impressa do texto do The Oxford Digital Reference Shelf. Cobre os principais eventos de Bizâncio, bem como importantes eventos sociais e religiosos. Também inclui biografias de personalidades literárias e políticas eminentes e descreve em detalhes tópicos religiosos, sociais, culturais, legais e políticos. Tópicos culturais incluem música, teologia e artes. Outros tópicos abordados incluem guerra, demografia, educação, agricultura, comércio, ciência, filosofia, e medicina fornecendo uma visão abrangente da complexa estrutura político-social da sociedade bizantina.
O Império Bizantino com seu centro localizado em Constantinopla foi um dos mais poderosos e influentes Estados de seu tempo. A civilização bizantina com a combinação do pensamento clássico e religioso influenciou a evolução político-cultura da Itália, Europa Oriental e Rússia. Índia, China e os países escandinavos também sentiram a influência da cultura bizantina. O dicionário inclui mais de 200 ilustrações, tabelas, mapas e genealogias para esclarecer o texto.